# Biscotto Umberto
Il biscotto Umberto è un biscotto tradizionale siciliano, usato tipicamente a colazione inzuppato nel latte.

## Storia
Il nome del biscotto nasce in omaggio a Re Umberto I di Savoia, subito dopo l'unità d'Italia.
Secondo una fonte la caratteristica rugosità del biscotto è stata creata per somigliare ai capelli ricci del sovrano Umberto I.
Malgrado a Caltanissetta si conosca dall'unità d'Italia non gode del riconoscimento del Ministero delle politiche agricole alimentari e forestali (Mipaaf) non essendo inserito nella lista dei prodotti agroalimentari tradizionali italiani (P.A.T).
Questi biscotti sono conosciuti anche negli Stati Uniti dove sono prodotti da panetterie e pasticcerie di immigrati italiani.

## Ingredienti
Farina, latte, zucchero, vaniglia, strutto, agenti lievitante.
Con tutte le sfumature del colore ambra, si presenta con la inconfondibile arricciatura verticale, è usato come biscotto da colazione mattutina, viene inzuppato nel latte o nella granita essendo il biscotto molto assorbente i liquidi. La tipica arricciatura si ottiene "pettinando" con uno strumento tipo pettine prima della cottura al formo. È prodotto in tutte le pasticcerie e in tutte le panetterie nissene, sono anche diffusi e consumati a Reggio Calabria.